# GMC・ユーコン
ユーコン（Yukon ）はGMがGMCブランドで販売しているフルサイズSUVである。

## 概要
標準ボディとロングボディ（ユーコンXL）の2種類が存在し、それぞれシボレー・タホとシボレー・サバーバンのバッジエンジニアリング車である。シボレー版にはないGMC版の大きな特徴として高級グレード「デナリ」の設定があるが、ユーコンはデナリの名称が最初に導入された車種でもある。

## 初代（1992年-1999年）
1980年代から1990年代初めにかけて、GMは2つの異なるサイズのSUVを同一の車名（シボレー版はブレイザー、GMC版はジミー）で販売していたが、1992年にフルサイズ版のSUVをモデルチェンジするにあたり、GMC版についてはユーコンと改名した。当初は2ドアモデルのみであったが、1995年モデルイヤーで4ドアモデルが加わり、同時にシボレー版もブレイザーからタホへと改名した。タホ／ユーコンはシボレー／GMC・サバーバンよりも全長が短いが、いずれもGMT400プラットフォームをベースとしていた。このプラットフォームは本来トラックのシャシーで、シボレー・C/Kシリーズなどのフルサイズピックアップトラックに使用されていた。また、FRとAWDの両方をラインナップしていた。
デナリ
1998年モデルイヤーにリンカーン・ナビゲーターに対するGMからの回答としてユーコンの豪華版である「デナリ」が導入された。しかし、その後1999年にGMはキャデラックからユーコンデナリのリバッジ車を「エスカレード」の車名で登場させた。ユーコンデナリの外観はエスカレードと共通しており、全てのフロントクリップとサイド下部のボディパネルがノーマルのユーコンと異なっていた。デナリはしかし、アップグレードされた革張りの内装、パワーシート、フロント及びリアのヒーター付きシート、ボーズステレオシステム、ダッシュボードの木目調パネルなど、ノーマルのユーコンにはない豪華なオプションを備えていた。

## 2代目（1999年-2005年）
2000年にモデルチェンジが実施され、GMT800プラットホームに移行した。この代からGMC・サバーバンはGMC・ユーコンXLに改名した。5.7Lエンジンに代えて2種類のエンジンが搭載された。これらのエンジンはより小型になったにもかかわらずよりパワフルであった。それと同時にマニュアルミッションが廃止となった。新型車では、グリルとヘッドライトのデザイン、そしてインテリアが一新された。また、ボディデザインもエアロダイナミックスの影響を受けて流麗なラインを形成するものとなっていた。2003年には「スタビリトラック」と呼ばれるスタビリティ・コントロール・システムが初めて導入され、2004年には5.3L（V8・295馬力）のエンジンが追加された。
デナリ
ユーコンのモデルチェンジ後もデナリとエスカレードは先代が継続販売され、モデルチェンジは2001年まで待たなければならなかった。エスカレードが出自を隠すべくユーコンベースの外観から脱却したのに対し、ユーコンデナリの外観はノーマルのユーコンとあまり変わらない。今や「デナリ」の特徴となっているビレットグリルが導入され、エンボス加工されたサイドボディパネル、わずかに手直しされたヘッドライトとプロジェクタービームレンズ、17インチ鏡面加工ホイール、そして専用のグリルおよびフロントバンパーで、ノーマルのユーコンとの識別ができる。

## 3代目（2005年-2014年）
2005年末にGMT900プラットホームをベースとしたSUVの製造が始まり、2006年はじめに2007年モデルとして発売開始された。タホ／サバーバンとユーコンは異なるフロントマスクを与えられ、とりわけグリルとヘッドライトの形状はユーコンを以前のモデルよりおとなしく見せていた。搭載されているエンジンは、4.8L（V8・290馬力）、5.6L（V8・320馬力）、6.0L（V8・350馬力）の3種類である。2007年にはタホとともにハイブリッド仕様が追加されたが、XLにはハイブリッドの設定はない。
デナリ
ノーマルのユーコンと同時にデナリも2007年モデルイヤーにモデルチェンジした。クロームアクセントをふんだんに使用している点がノーマルのユーコンとの外観の相違である。キャデラック・エスカレードと同じ6.2Lエンジンが搭載される。また、デナリにもハイブリッド仕様が存在する。

## 5代目（2020年-）
ラインナップは、タホに相当する「ユーコン」とサバーバンに相当する「ユーコンXL」に分けられ、どちらにも上級グレードの「デナリ」が用意されている。ほかのグレードには、オフロードでの走破性に特化した「AT4」が追加された。このグレードは2段切り替え式トランスファーやエアサスなどが専用装備される。

## 車名の由来
- カナダとアメリカを流れている河川であるユーコン川から。ちなみにユーコンとは「偉大なる川」という意味。